# Boubakar Ba
Boubakar Ba (* 29. Dezember 1935 in Say; † 19. April 2013 in Paris; auch Boubacar Ba) war ein nigrischer Mathematiker.

## Leben
Boubakar Ba war der Sohn eines afrikanischen Mitarbeiters der französischen Kolonialverwaltung in Diapaga. Er ging auf Schulen in Diapaga und Fada N’Gourma, gefolgt vom Besuch des Collège moderne in Niamey und des angesehenen Lycée Van Vollenhoven in Dakar. Dort und in Niamey war der spätere Politiker Dan Dicko Dan Koulodo sein Mitschüler.
Ba besuchte danach das Institut für höhere Studien, aus der später die Universität Dakar hervorging, sowie das Lycée Hoche in Versailles und das Lycée Louis-le-Grand in Paris. Er wurde 1956 zum Studium an der Pariser École normale supérieure zugelassen – als erster Afrikaner in der Geschichte der Bildungseinrichtung. Dort machte er 1959 einen Abschluss in Mathematik. Im selben Jahr wurde er Mitglied der Société Mathématique de France. Ba studierte von 1959 bis 1964 Mathematik am Centre national de la recherche scientifique, unterbrochen durch einen Studienaufenthalt an der Princeton University von 1961 bis 1962. Er promovierte 1965. 
Ba arbeitete von 1965 bis 1968 als Dozent an der Universität Dakar. Von 1969 bis 1971 war er Professor für Mathematik an der Universität von Madagaskar. Er wurde 1971 als Direktor an das neugegründete Centre d’Enseignement Supérieur in Niamey berufen, das unter seiner Führung zur Universität Niamey ausgebaut wurde, als deren erster Rektor er ab 1973 amtierte. In dieser Funktion löste ihn 1979 Abdou Moumouni ab. Ba lehrte danach weiterhin an der Universität Niamey. Ferner hatte er Lehraufträge für Mathematik unter anderem an der Universität Abidjan und an der Universität Paris-Nord.
Boubakar Ba verbrachte seinen Ruhestand in Paris, wo er im Alter von 78 Jahren starb.

## Postume Ehrungen
Am 9. Februar 2018 wurde die staatliche Boubacar-Ba-Universität Tillabéri nach ihm benannt. Am 5. Oktober 2018 ernannte ihn Staatspräsident Mahamadou Issoufou postum zum Großoffizier des Verdienstordens Nigers.